# 沃倫縣 (密西西比州)
沃倫县（英語：Warren County）是美国密西西比州西部的一個縣，西隔密西西比河與阿肯色州，面積1,603平方公里。根據2020年美國人口普查，共有人口44,722人。縣治維克斯堡。該縣成立於1809年12月22日，縣名紀念在美國獨立戰爭邦克山戰役中戰死的約瑟·瓦倫。